# Askeran
Pour l’article homonyme, voir Askeran (région).

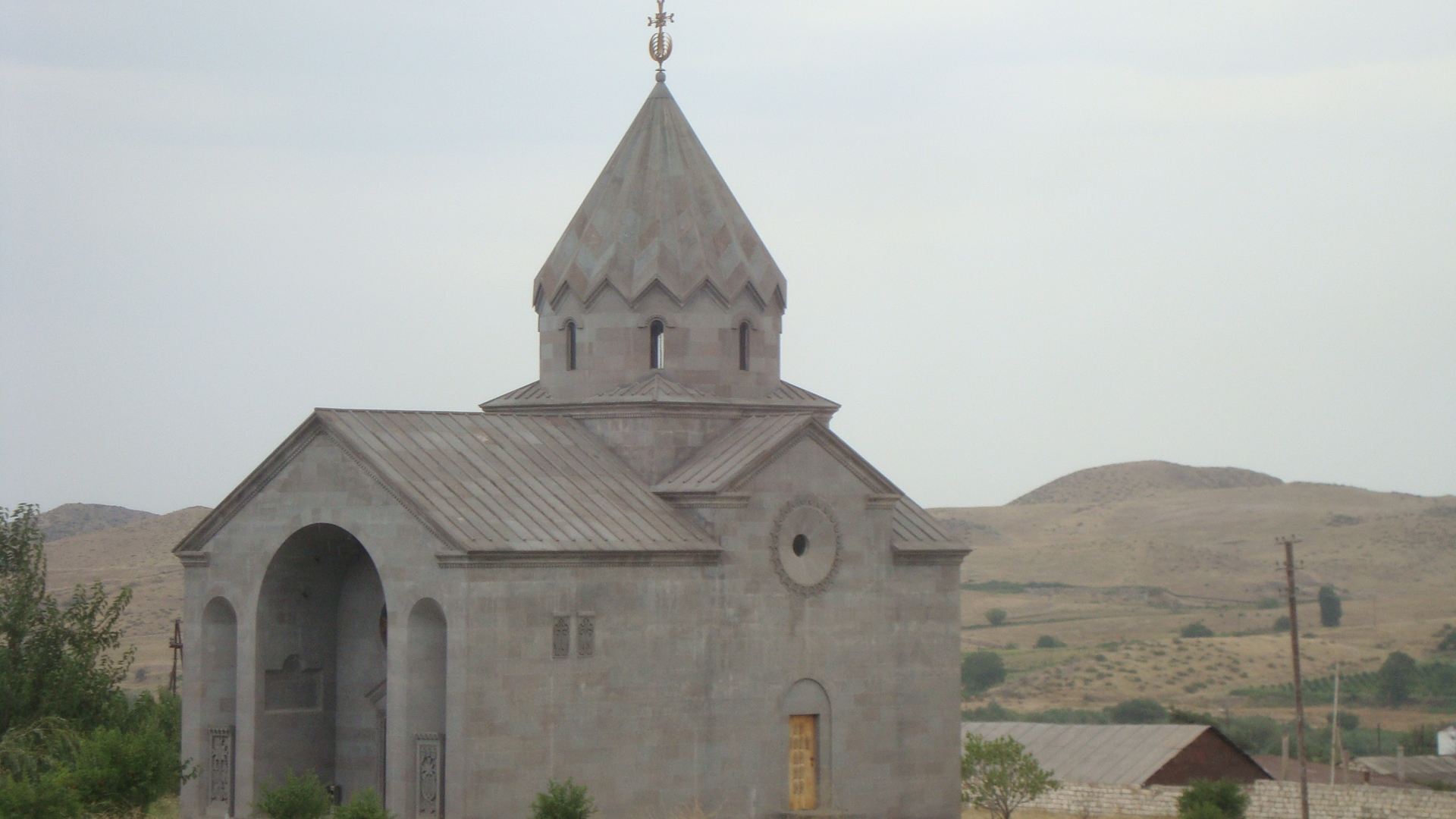
Église Sainte-Mère de Dieu.

Askeran (en azéri : Əsgəran, en arménien : Ասկերան) est un village situé dans le raïon de Khodjali en Azerbaïdjan. De 1992 à 2023, il faisait partie de la région d'Askeran dans la république du Haut-Karabagh.

## Géographie
Askeran, arrosé à l'est par le Gargarchaï, est situé à environ 5 km au nord-est de Khodjali. Il comprend également la localité d'Aghgadik.

## Histoire
Sous la période soviétique, Askeran fait partie entre 1923 et 1991 de l'oblast autonome du Haut-Karabagh, au sein de la république socialiste soviétique d'Azerbaïdjan. Après son indépendance en 1991, l'État azerbaïdjanais l'intègre officiellement dans le raïon de Khodjali.
En 1992, lors de la guerre du Haut-Karabagh, le village passe sous le contrôle de la république autoproclamée du Haut-Karabagh et fait partie de la région d'Askeran.
En novembre 2020, à l'issue de la seconde guerre du Haut-Karabagh, Askeran demeure dans le territoire contrôlé par le Haut-Karabagh, sous la protection des forces d'interpositions russes.
À la suite de l'offensive éclair des forces armées azerbaïdjanaises les 19 et 20 septembre 2023, Askeran est pris par les forces armées azerbaïdjanaises, comme l'ensemble du Haut-Karabagh, entraînant l'exode de ses habitants vers l'Arménie.

## Démographie
La population s'élevait à 700 habitants en 1970, principalement Arméniens, 2 100 habitants en 2010 et 2 300 habitants en 2015.

## Sites et monuments
Au sud de la ville se trouve la forteresse d'Askeran, construite au XVIIIe siècle par le khan du Karabagh pour défendre la région.
L'église Sainte-Mère de Dieu (en azéri : Սուրբ Աստվածածին եկեղեցի, Surb Astsvatsatsin) a été construite en 2002, en imitant le style des anciennes églises arméniennes.
Le mémorial de Mayraberd, consacré aux combattants de la Grande guerre patriotique de 1941-1945, et comprenant également deux khatchkars érigés en 2015, a été détruit en 2024,.
Le monument-char de la guerre du Haut-Karabagh était situé sur une petite colline du côté ouest de la route reliant Askeran à Agdam. Il était formé d'un socle supportant un char de combat T-72 qui a pris part à la prise d'Agdam en juillet 1993, accompagné de plusieurs monuments commémoratifs. Il a été détruit par les autorités azerbaïdjanaises en 2024 lors de la construction d'une nouvelle route.

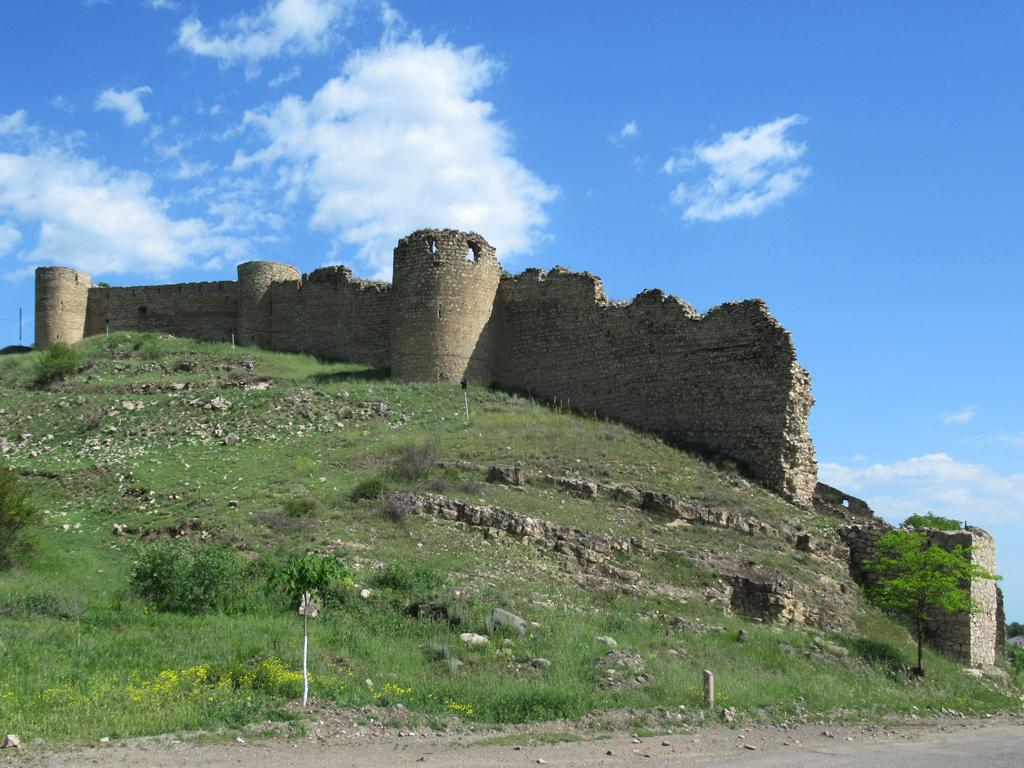
Forteresse de Maïraberd à Askeran.
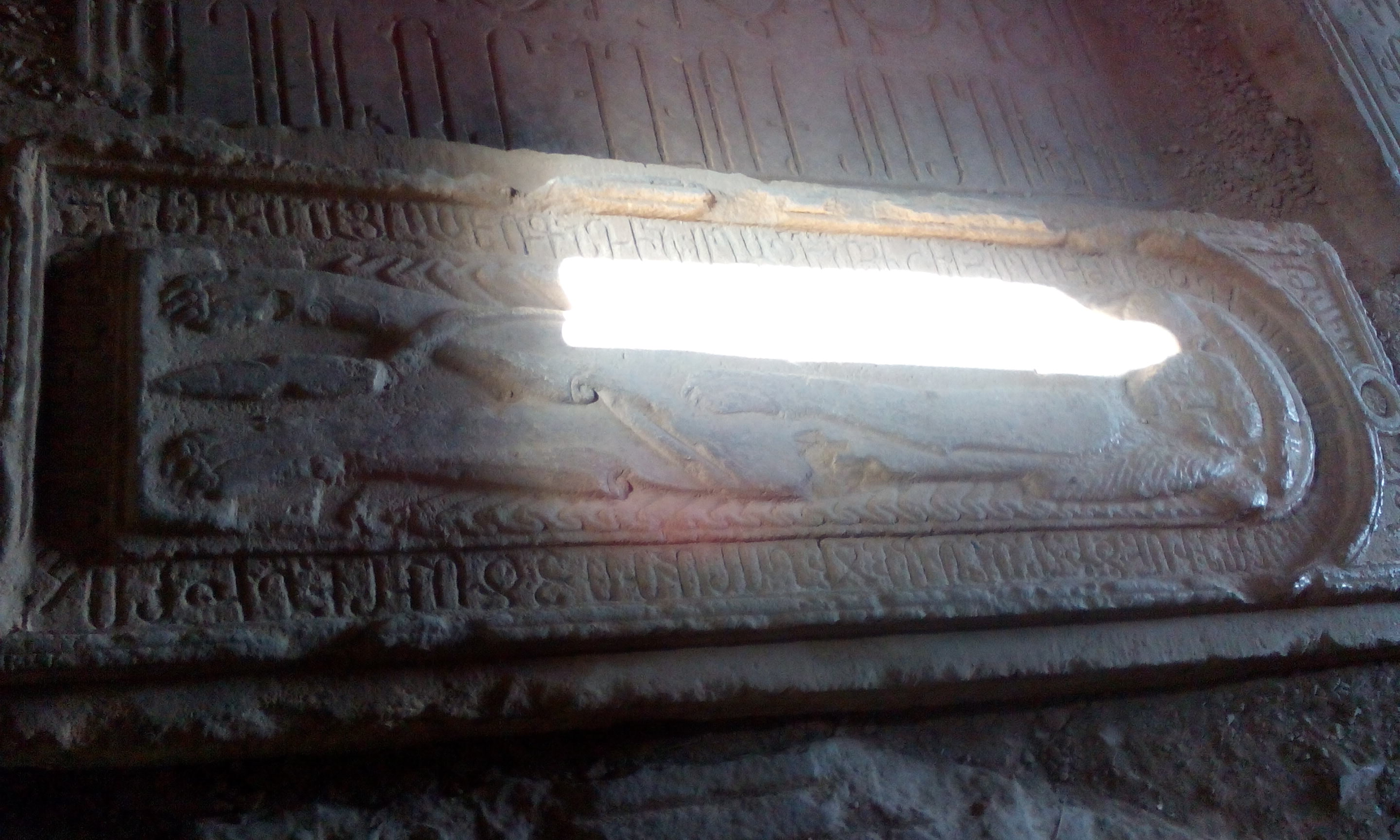
Sarcophage.
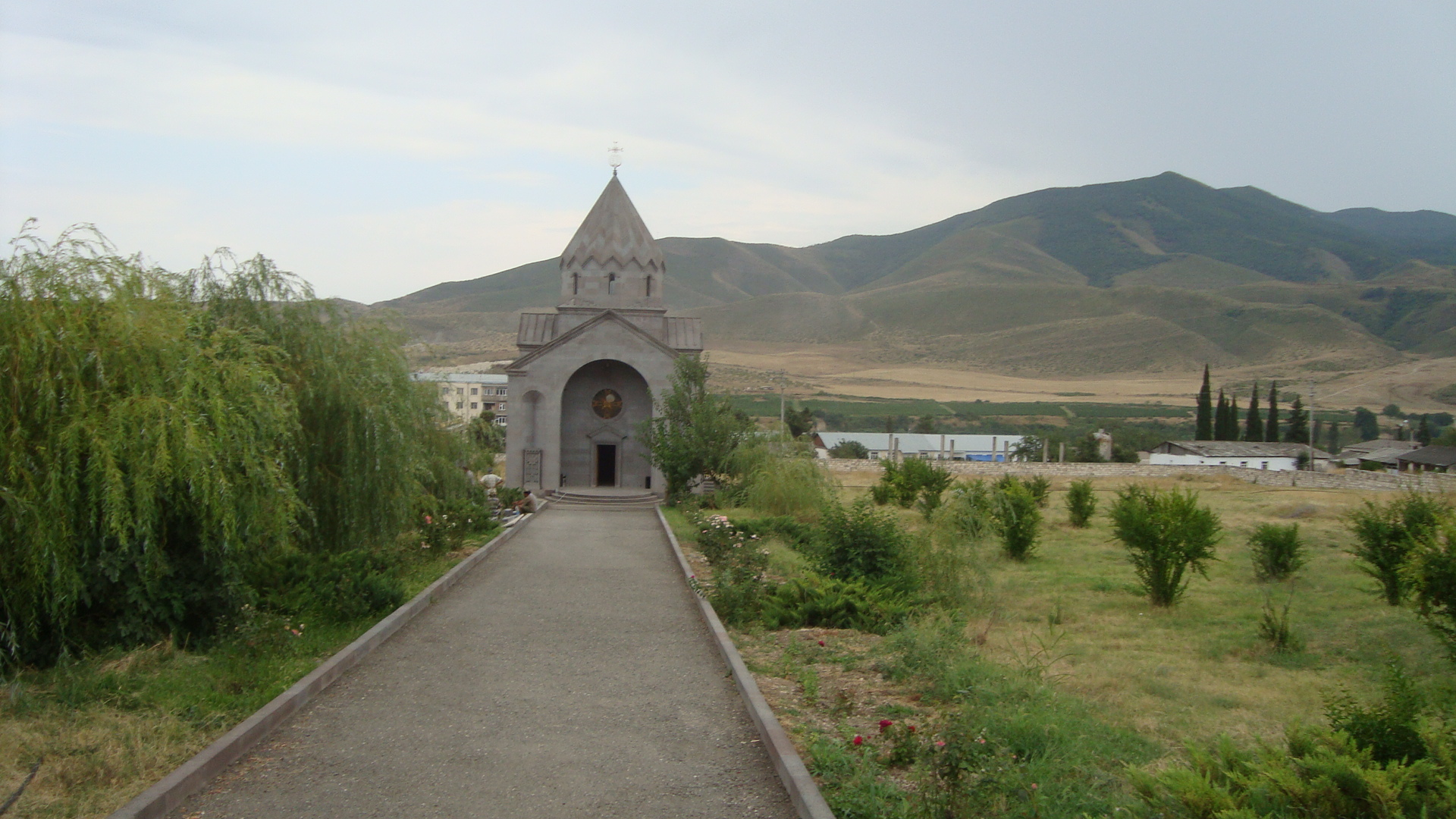
Église Sainte-Mère de Dieu.
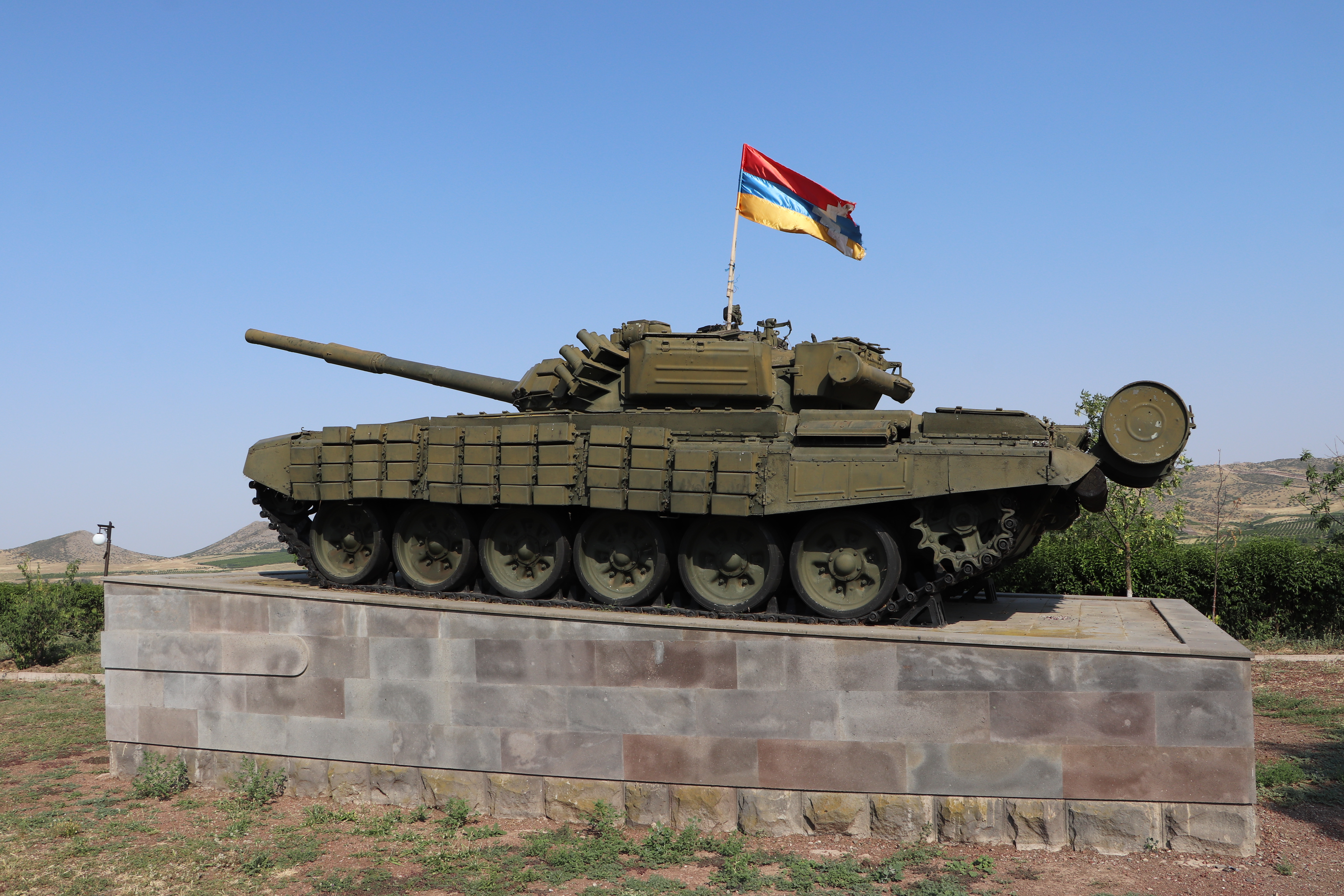
Monument-char.